# Centaurea melanosticta
Centaurea melanosticta é uma espécie de planta com flor pertencente à família Asteraceae. 
A autoridade científica da espécie é (Lange) Franco, tendo sido publicada em Nova Fl. Portugal 2: 478, 573 (1984).

## Portugal
Trata-se de uma espécie presente no território português, nomeadamente em Portugal Continental.
Em termos de naturalidade é endémica da Península Ibérica.

## Protecção
Não se encontra protegida por legislação portuguesa ou da Comunidade Europeia.

## Sinonímia
Segundo a Flora Digital de Portugal, possui os seguintes sinónimos:
- Centaurea limbata Hoffmanns. et Link var. melanosticta Lange
- Centaurea micrantha Hoffmanns. et Link subsp. melanosticta (Lange) Dostál
- Centaurea paniculata L. var. melanosticta

Segundo a base de dados The Plant List, esta espécie é sinónima de Centaurea limbata Hoffmanns. & Link.